# Sture Lindholm
Sture Lindholm, född 1964 i Pojo, är en finlandssvensk lärare och författare.
Sture Lindholm utbildade sig i historia vid Åbo Akademi med en fil. mag.-examen 1992 och har från 1992 varit lärare vid Ekenäs gymnasium. Han har också varit journalist på Västra Nyland. Han har varit ledamot av kommunfullmäktige i Pojo. 
Han har skrivit läroböcker i samhällslära och tillsammans med Tom Gullberg, i historia.